# 道東
道東（日语：／ Dōtō */?），日本北海道的東部地區；沒有任何定義指出其確切範圍，但一般認為包含以下四個振興局：
- 十勝綜合振興局
- 釧路綜合振興局
- 根室振興局
- 鄂霍次克綜合振興局